# Epherema abyssalis
Epherema abyssalis is een vlinder uit de familie van de grasmotten (Crambidae). De wetenschappelijke naam van deze soort is voor het eerst voorgesteld door Pieter Snellen in een publicatie uit 1892.
De soort komt voor in Indonesië (Java) en Australië.